# Bleiburg
Bleiburg (szlovénül: Pliberk) osztrák város Karintia Völkermarkti járásában. Lakossága 2016 januárjában 4030 fő volt.

## Elhelyezkedése

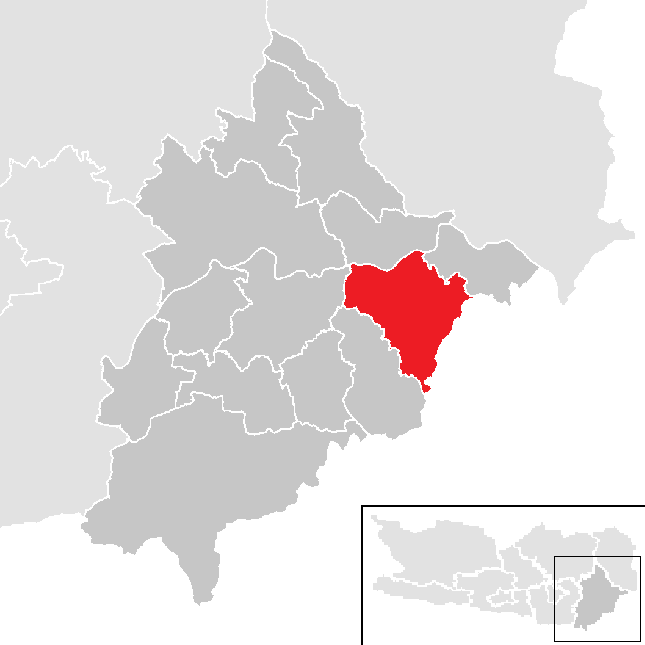
Bleiburg a Völkermarkti járásban

Bleiburg Karintia délkeleti részén, a szlovén határ mellett fekszik (maga a város kb. 4 km-re tőle). A városi önkormányzathoz 23 kisebb-nagyobb település tartozik: Aich (144 lakos), Bleiburg (1376), Dobrowa (18), Draurain (15), Ebersdorf (475), Einersdorf (277), Grablach (33), Kömmel (68), Kömmelgupf (24), Loibach (399), Lokowitzen (5), Moos (163), Replach (64), Rinkenberg (276), Rinkolach (87), Ruttach (37), Sankt Georgen (35), Sankt Margarethen (89), Schattenberg (21), Schilterndorf (147), Weißenstein (22), Wiederndorf (188), Woroujach (80). 
A környező települések: délnyugatra Feistritz ob Bleiburg, nyugatra Eberndorf, északra Ruden, északkeletre Neuhaus, keletre Prevalje (Szlovénia), délre Mežica (Szlovénia).

## Története

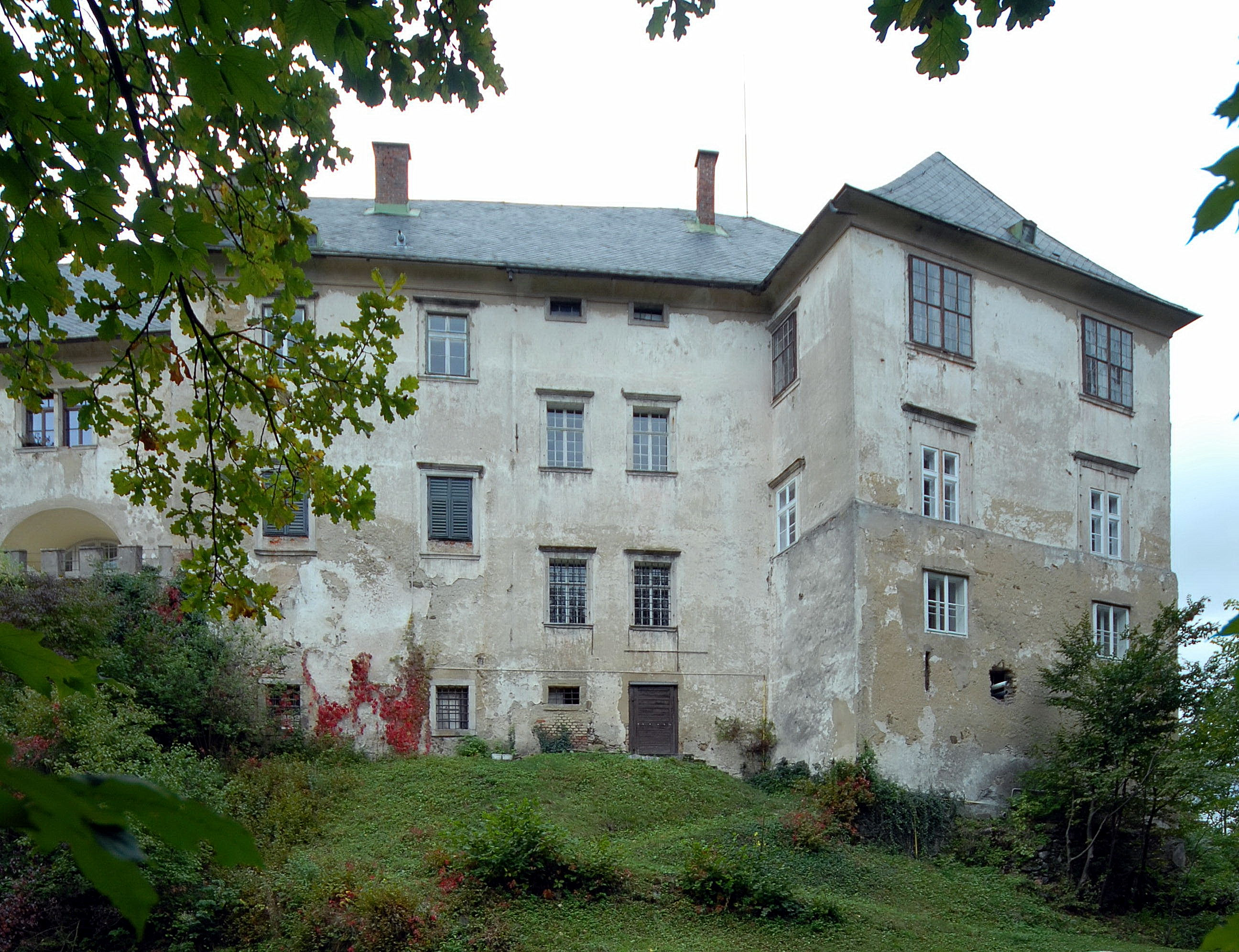
A bleiburgi vár

A régióban a 6. században települtek be a szláv karantánok és létrehozták saját államukat. Karantániát a Bajor Hercegség kebelezte be, majd ezután bajorok kezdtek el betelepülni. A város első írásos említése 1000-ből származik: Albuin brixeni püspök testvérének, Aribo grófnak adományozta Liupicdorfot, a későbbi Bleiburgot. 1228-ban már mai nevén, "castrum et forum pliburch"-ként írnak róla.
A 13. században a Heunburg-család szerezte meg a települést, tőlük a Pfannbergekhez, 1338-ban pedig az Auffensteinekhez került. Miután ők fellázadtak a Habsburgok ellen, 1368-ban felprédálták a települést és utána hercegi tulajdonba vették. 1370-ben városi státuszt, 1393-ban vásárjogot kapott. Az 1470-es években Bleiburgot háromszor is kifosztották a török portyázók. 
1739-ben tűzvész pusztított a városban. A vasút 1864-ben érte el a települést. 1880-ban 1121-en laktak Bleiburgban, 83%-uk német volt, 15%-uk pedig szlovén. 
Ausztria német annexiója után a szlovének egyre erősödő diszkriminációtól szenvedtek, Jugoszlávia megszállása után pedig teljesen betiltották a nyelv használatát. A megszállt Alsó-Stájerországból 60 ezer szlovént telepítettek ki, 1942 áprilisában pedig a bleiburgi kisebbséget is deportálták.
A második világháború után a Tito partizánjai elől menekülő horvát és szlovén katonák, szélsőjobboldali usztasák mellett civilek Ausztriában kerestek menedéket. 1945 májusában a brit megszálló hatóság Bleiburgban több ezer hadifoglyot és menekültet átadott Jugoszláviának (összességében közel százezret), ahol egy részüket kivégezték, mások kényszermunkatáborokban pusztultak el. Ez az eseménysorozat volt a bleiburgi tragédia.

## Lakosság
2016 januárjában a bleiburgi önkormányzathoz tartozó településeknek 4030 lakója volt; az utóbbi 60 évben a város lakossága többé-kevésbé stagnált. A 2001-es népszámlálás adatai szerint 95%-uk osztrák, 2,5% pedig boszniai állampolgár volt. Szlovénül 30,4% beszélt.  
A lakosok 92,2%-a katolikusnak, 1,7% ortodox kereszténynek, 1,6% evangélikusnak, 1,1% mohamedánnak, 2,0% pedig felekezet nélkülinek vallotta magát.

## Látnivalók

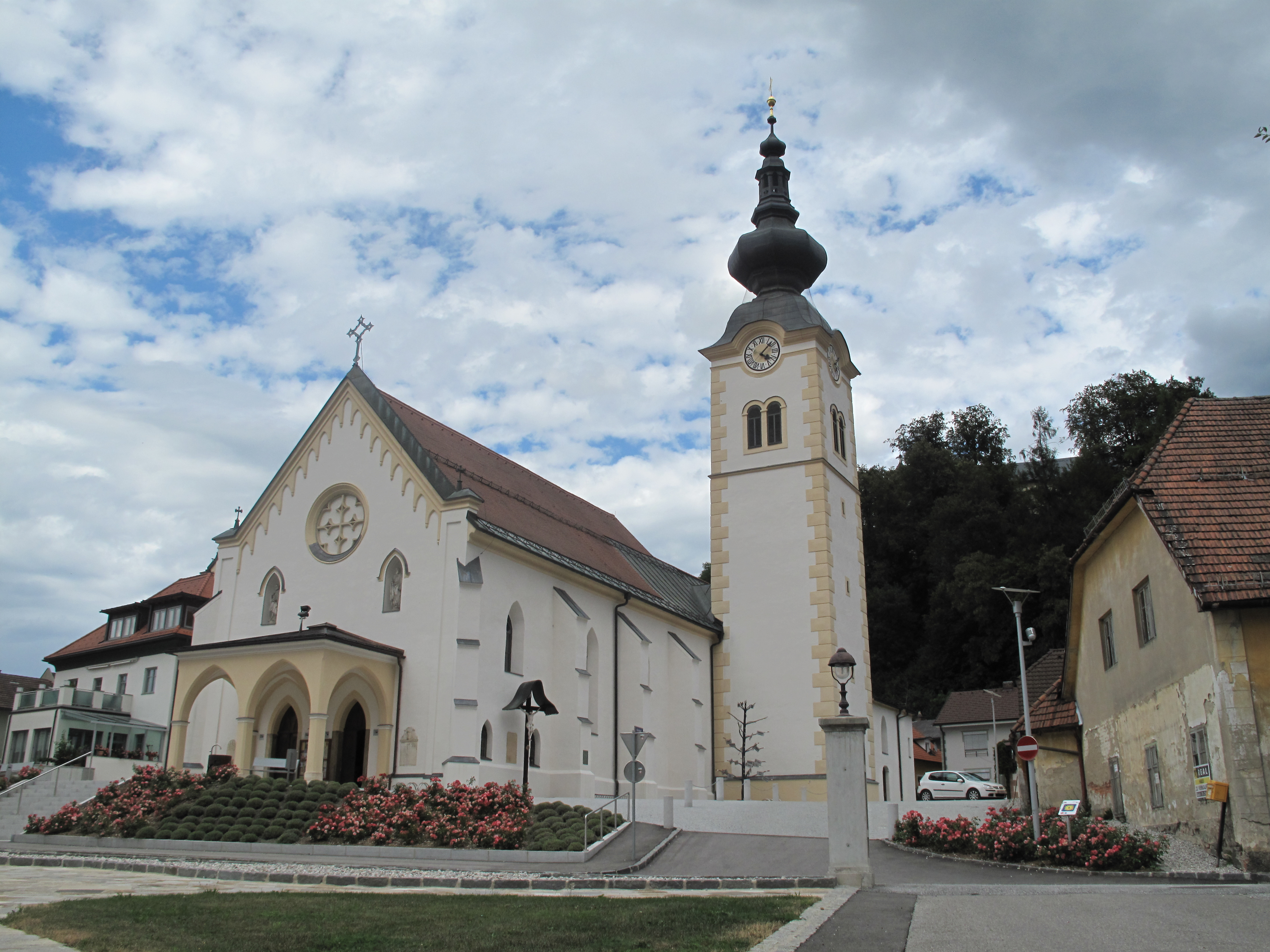
A Szt. Péter és Pál-templom

- a főtéren található az 1724-ből származó pestisemlékmű és több 16-18. században épült ház.
- a 12. századi alapokon 17. század elején épült bleiburgi vár.
- a késő gótikus Szt. Péter és Pál plébániatemplom
- a szlovén kultúrcentrum
- a heiligengrabi barokk templom
- a Werner Berg-múzeum

## Híres bleiburgiak
- Milka Hartman (1902–1997) szlovén költő
- Werner Berg (1904–1981) festő
- Kiki Kogelnik (1935–1997) festő, szobrász
- Johann Kresnik (1939–2019) táncos, koreográfus
- Rainer Schönfelder (1977-) olimpiai bronzérmes alpesi síző

## Fordítás
- Ez a szócikk részben vagy egészben  a   Bleiburg című német Wikipédia-szócikk ezen változatának fordításán alapul.  Az eredeti cikk szerkesztőit annak laptörténete sorolja fel. Ez a jelzés csupán a megfogalmazás eredetét és a szerzői jogokat jelzi, nem szolgál a cikkben szereplő információk forrásmegjelöléseként.